# Maurice Rheims

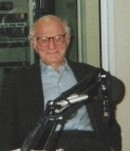
Maurice Rheims

Maurice Rheims (geb. am 4. Januar 1910 in Versailles; gest. am 6. März 2003 in Paris) war ein französischer Kunsthistoriker.

## Leben
Rheims stammte aus einer elsässisch-jüdischen Familie. Sein Vater Léon Rheims war General der französischen Armee. Rheims besuchte das Lycée Janson de Sailly (16. Arrondissement) und studierte an der École du Louvre und der École des hautes etudes Kunstgeschichte. Von 1939 bis 1945 diente er im Zweiten Weltkrieg als Offizier.
Schon ab 1935 hatte Rheims als Kunstauktionator gearbeitet. Nach seiner Rückkehr aus dem Krieg nach Paris nahm er diese Arbeit wieder auf. Ab 1972 war er auch Gutachter am französischen Appellationsgericht und am Tribunal de Grande Instance Paris. Am 20. Mai 1976 wurde er in die Académie française aufgenommen.
Aus der Ehe mit Lili Krahmer stammen die Schriftstellerin Nathalie Rheims und die Fotografin Bettina Rheims sowie der früh verstorbene Sohn Louis.

## Werke
- La Vie étrange des objets. Plon, Paris 1959
- Le Cheval d’argent. Éditions Julliard, Paris 1962
- Un Carpaccio en Dordogne. Éditions Julliard, Paris 1963
- L’Objet 1900. Arts et métiers graphiques, Paris 1964
- La Situation de la peinture contemporaine. Hazan, Paris
- L’Art 1900 ou le style Jules Verne. Arts et métiers graphiques, Paris 1965
- La Sculpture au XIX. Arts et métiers graphiques, Paris
- La Vie étrange des objets. Plon, Paris
- La Vie d’artiste. Grasset, Paris 1970
- Le Luthier de Mantoue. Flammarion, Paris 1972
- Les Musées de France. Hachette Livre, Paris 1973
- Haute Curiosité. Robert Laffont, 1975
- La Main. Éditions Julliard, Paris 1977
- L’Enfer de la curiosité. Albin Michel, Paris 1979
- Les Collectionneurs. Ramsay, 1981
- Le Saint Office. Gallimard, Paris 1983
- Attila, laisse ta petite sœur tranquille. Flammarion, Paris 1985
- Harlem Noir. La Différence, 1985
- Les Greniers de Sienne. Gallimard, Paris 1990
- Les Fortunes d’Apollon. Éditions du Seuil, 1990
- Dictionnaire des mots sauvages. Éditions Larousse, Paris 1991
- Apollon à Wall Street. Éditions du Seuil, Montrouge 1992
- En tous mes états. Gallimard, Paris 1993
- Les Forêts d’argent. Gallimard, Paris 1995
- Une mémoire vagabonde. Gallimard, Paris 1997
- Crise mine. Odile Jacob, 1998
- Nouveau voyage autour de ma chambre. Gallimard, Paris 2000

## Auszeichnungen
- 1970: Prix Broquette-Gonin der Académie française für La Vie d’artiste